# 過海隧道巴士N182線
過海隧道巴士N182線是香港一條來往沙田（廣源）及中環（港澳碼頭）的通宵過海隧道巴士路線，由九巴及城巴聯合經營，提供沙田廣源邨、愉翠苑、第一城、富豪花園、沙角邨、博康邨、秦石邨、大圍、九龍塘、何文田來往港島銅鑼灣、灣仔及中區的通宵過海隧道巴士服務。
此路線的服務範圍比其日間版本過海隧道巴士182線更廣，不僅深入該線未有覆蓋的小瀝源（廣源邨、香港恒生大學）一帶，往沙田方向更會繞經銅鑼灣（崇光百貨及聖保祿醫院），而非行經灣仔道及堅拿道西進入紅隧。

## 歷史
- 2001年12月17日：本線投入服務，往中環方向繞經名店坊一段的內告士打道，往沙田方向取道銅鑼灣道及大坑道天橋入告士打道，沙田區總站位於愉翠苑。[1]
- 2003年2月18日：因應廣源邨居民要求，本線總站延長至廣源，往中環方向不經名店坊一段的內告士打道，節省行車時間。[2]
- 2016年4月17日：九巴班次增設到站時間預報。
- 2018年5月28日：城巴班次增設實時抵站時間查詢服務。

## 服務時間（詳細班次）
| 每日中環（港澳碼頭）開 | 每日中環（港澳碼頭）開 | 每日中環（港澳碼頭）開 | 每日中環（港澳碼頭）開 | 每日中環（港澳碼頭）開 | 每日中環（港澳碼頭）開 |
| ---------------------- | ---------------------- | ---------------------- | ---------------------- | ---------------------- | ---------------------- |
| 00:00                  | 00:20                  | 00:40                  | 01:00                  | 01:20                  | 01:40                  |
| 02:00                  | 02:20                  | 02:40                  | 03:00                  | 03:20                  | 04:00                  |
| 05:00                  | 05:20                  | 05:40                  |                        |                        |                        |

| 每日廣源開 | 每日廣源開 | 每日廣源開 | 每日廣源開 | 每日廣源開 | 每日廣源開 |
| ---------- | ---------- | ---------- | ---------- | ---------- | ---------- |
| 00:10      | 00:30      | 00:50      | 01:15      | 01:35      | 01:55      |
| 02:15      | 02:35      | 02:55      | 03:15      | 03:35      | 03:55      |
| 04:10      | 04:30      | 04:50      | 05:10      | 05:30      | 05:50      |

- 註：有紅字班次為九巴派車，其餘班次為城巴派車。

## 收費
全程：$31.2
- 過獅子山隧道後往中環（港澳碼頭）：$17.8
- 過紅磡海底隧道後往中環（港澳碼頭）：$9.8
- 過紅磡海底隧道後往沙田（廣源）：$24.5
- 過獅子山隧道後往沙田（廣源）：$12.2

| - 本線設有12歲以下小童及65歲或以上長者半價優惠。 - 65歲或以上香港居民使用「樂悠咭」，以及12歲以下合資格殘疾兒童使用「殘疾人士身份」個人八達通繳付車資，均可享有每程$2.0或半價（以較低者為準）的票價優惠；12至64歲合資格殘疾人士使用「殘疾人士身份」個人八達通（包括「樂悠咭」），以及60至64歲香港居民使用「樂悠咭」繳付車資，均可享有每程$2.0或全費（以較低者為準）的票價優惠。 - 65歲或以上長者如使用長者或一般個人八達通繳付車資，則只可享有半價優惠；12至64歲合資格殘疾人士如不使用「殘疾人士身份」個人八達通，以及60至64歲人士如不使用「樂悠咭」繳付車資，必須繳付全費。 - 乘客可以現金或八達通於上車時付款，不設找續。 - 每位成人乘客可免費攜帶最多兩名4歲以下而不佔座位的兒童乘客乘車，超額之4歲以下小童必須繳付小童車費乘車。 - 持有「九巴月票」之乘客在車票有效期內，每日可享最多10程任何九龍巴士及龍運巴士路線（包括本路線，合資格車程只適用於九龍巴士／龍運巴士提供的班次；惟乘搭機場「A」及「NA」線則可享原價二七折優惠（不會計算每天10次合資格車程））；而B1線則可每日可享最多2程（不會計算每天10次合資格車程）。 - 九龍巴士、城巴、龍運巴士及陽光巴士全職員工及家屬（不包括外判職員）可免費乘搭本路線（陽光巴士員工及家屬只適用於九龍巴士提供的班次），惟必須拍職員或職員家屬八達通。 - 乘客亦可使用AlipayHK「易乘碼」、支付寶、WeChatHK／微信支付「搭車碼」、銀聯雲閃付「乘車碼」及BOC Pay「乘車碼」、具有感應式支付功能的JCB、卡美國運通、大來國際、Discover Card（只適用於九龍巴士／龍運巴士提供的班次）、VISA、Mastercard及銀聯卡，以及Apple Pay、Google Pay及Samsung Pay流動支付平台繳付車資。九巴班次的乘客使用上述付款方式，將只可享有與其他九巴路線／聯營路線九巴班次之轉乘優惠；城巴班次的乘客使用上述付款方式，將只可享有與其他城巴獨營路線或聯營線城巴班次之轉乘優惠。乘客亦不能享有「公共交通費用補貼計劃」及「長者及合資格殘疾人士公共交通票價優惠計劃」。 |

## 行車路線
沙田（廣源）開經：廣源邨通道、小瀝源路、廣善街、牛皮沙街、插桅杆街、銀城街、小瀝源路、大涌橋路、沙田圍路、沙角街、大涌橋路、車公廟路、紅梅谷路、獅子山隧道公路、獅子山隧道、窩打老道、公主道、康莊道、紅磡海底隧道、告士打道、內告士打道、分域街、軒尼詩道、金鐘道、德輔道中、禧利街、干諾道中及港澳碼頭通道。
中環（港澳碼頭）開經：港澳碼頭通道、干諾道中、林士街、德輔道中、金鐘道、軒尼詩道、怡和街、銅鑼灣道、大坑道天橋、告士打道、天橋、海底隧道、康莊道、公主道、窩打老道、獅子山隧道、獅子山隧道公路、紅梅谷路、車公廟路、大涌橋路、沙角街、乙明邨街、沙角街、沙田圍路、大涌橋路、小瀝源路、銀城街、插桅杆街、牛皮沙街、廣善街、小瀝源路及廣源邨通道。
| 沙田（廣源）開 | 沙田（廣源）開                    | 沙田（廣源）開           | 中環（港澳碼頭）開 | 中環（港澳碼頭）開          | 中環（港澳碼頭）開       |
| 序號           | 車站名稱                          | 位置                     | 序號               | 車站名稱                    | 位置                     |
| -------------- | --------------------------------- | ------------------------ | ------------------ | --------------------------- | ------------------------ |
| 1              | 廣源巴士總站                      | 廣源巴士總站             | 1                  | 中環（港澳碼頭）            | 中環（港澳碼頭）巴士總站 |
| 2              | 帝堡城 （廣源邨）                 | 小瀝源路                 | 2                  | 港澳碼頭                    | 干諾道中                 |
| 3              | 廣源邨廣榕樓                      | 廣善街                   | 3                  | 林士街                      | 德輔道中                 |
| 4              | 香港恒生大學                      | 廣善街                   | 4                  | 德忌利士街                  | 德輔道中                 |
| 5              | 牛皮沙新村                        | 牛皮沙街                 | 5                  | 皇后像廣場                  | 德輔道中                 |
| 6              | 愉翠苑                            | 牛皮沙街                 | 6                  | 遮打花園                    | 德輔道中                 |
| 7              | 愉田苑                            | 銀城街                   | 7                  | 金鐘站                      | 金鐘道                   |
| 8              | 沙田第一城 （沙田第一城巴士總站） | 銀城街                   | 8                  | 軍器廠街                    | 軒尼詩道                 |
| 9              | 置富第一城 （沙田第一城11座）     | 銀城街                   | 9                  | 柯布連道                    | 軒尼詩道                 |
| 10             | 沙田第一城 （沙田第一城13座）     | 大涌橋路                 | 10                 | 史釗域道                    | 軒尼詩道                 |
| 11             | 富豪花園                          | 大涌橋路                 | 11                 | 杜老誌道                    | 軒尼詩道                 |
| 12             | 麗豪酒店                          | 大涌橋路                 | 12                 | 灣仔消防局                  | 軒尼詩道                 |
| 13             | 博康邨                            | 沙角街                   | 13                 | 百德新街                    | 怡和街                   |
| 14             | 救世軍田家炳學校                  | 沙角街                   | 14                 | 聖保祿醫院                  | 銅鑼灣道                 |
| 15             | 秦石邨                            | 車公廟路                 | 15                 | 景隆街                      | 告士打道                 |
| 16             | 車公廟                            | 車公廟路                 | 16                 | 紅磡海底隧道轉車站（C3）    | 康莊道                   |
| 17             | 大圍轉車站－新翠邨（B3）          | 紅梅谷路                 | 17                 | 嘉輝台                      | 公主道                   |
| 18             | 世界花園                          | 紅梅谷路                 | 18                 | 醫療輔助隊總部              | 公主道                   |
| 19             | 獅子山隧道                        | 獅子山隧道公路           | 19                 | 聖佐治大廈                  | 窩打老道                 |
| 20             | 聯合道                            | 窩打老道                 | 20                 | 九龍塘會                    | 窩打老道                 |
| 21             | 九龍塘站                          | 窩打老道                 | 21                 | 基督中心堂                  | 窩打老道                 |
| 22             | 龍濤花園                          | 窩打老道                 | 22                 | 九龍塘站 （九龍塘官立小學） | 窩打老道                 |
| 23             | 九龍醫院                          | 窩打老道                 | 23                 | 映月台                      | 窩打老道                 |
| 24             | 醫療輔助隊總部                    | 公主道                   | 24                 | 獅子山隧道                  | 獅子山隧道公路           |
| 25             | 愛民邨                            | 公主道                   | 25                 | 世界花園                    | 紅梅谷路                 |
| 26             | 紅磡海底隧道轉車站（A3）          | 康莊道                   | 26                 | 大圍轉車站－新翠邨（C2）    | 紅梅谷路                 |
| 27             | 伊利莎伯大廈                      | 告士打道                 | 27                 | 大圍轉車站－大圍站（F1）    | 車公廟路                 |
| 28             | 舊灣仔警署                        | 告士打道                 | 28                 | 車公廟                      | 車公廟路                 |
| 29             | 六國酒店                          | 告士打道                 | 29                 | 秦石邨                      | 車公廟路                 |
| 30             | 循道衛理大廈                      | 軒尼詩道                 | 30                 | 乙明邨街 （乙明邨）         | 乙明邨街                 |
| 31             | 高等法院                          | 金鐘道                   | 31                 | 沙角邨                      | 沙角街                   |
| 32             | 中銀大廈                          | 金鐘道                   | 32                 | 麗豪酒店                    | 大涌橋路                 |
| 33             | 匯豐總行大廈                      | 德輔道中                 | 33                 | 富豪花園                    | 大涌橋路                 |
| 34             | 中環街市                          | 德輔道中                 | 34                 | 置富第一城                  | 銀城街                   |
| 35             | 中環（港澳碼頭）                  | 中環（港澳碼頭）巴士總站 | 35                 | 愉田苑                      | 銀城街                   |
|                |                                   |                          | 36                 | 第一城站                    | 插桅杆街                 |
| 37             | 愉翠苑                            | 牛皮沙街                 |                    |                             |                          |
| 38             | 牛皮沙新村                        | 牛皮沙街                 |                    |                             |                          |
| 39             | 香港恒生大學                      | 廣善街                   |                    |                             |                          |
| 40             | 廣源邨廣柏樓                      | 廣善街                   |                    |                             |                          |
| 41             | 帝堡城                            | 小瀝源路                 |                    |                             |                          |
| 42             | 廣源巴士總站                      | 廣源巴士總站             |                    |                             |                          |